# Michael Weiss (matemático)
Michael S. Weiss (1955) é um matemático alemão.
Weiss estudou na Universidade de Warwick, onde obteve em 1982 um doutorado, orientado por Brian Sanderson, com a tese An Attack on the Kervaire Invariant Conjecture. Foi professor da Universidade de Aberdeen.
Trabalhou com topologia algébrica e topologia diferencial, em especial com K-teoria algébrica. Em 2003 provou com Ib Madsen a hipótese de Mumford, baseado em ideias de Ulrike Tillmann. Posteriormente simplificou a prova com Madsen, Tillmann e Søren Galatius.
Em 2006 recebeu o Prêmio Fröhlich.

## Publicações selecionadas
- com Dwyer, Williams: A parametrized index theorem for the algebraic K-theory Euler class, Acta Math. 190 (2003), no. 1, 1–104.
- com Madsen: The stable moduli space of Riemann surfaces: Mumford's conjecture, Ann. of Math. (2) 165 (2007), no. 3, 843–941.
- com Galatius, Tillmann, Madsen: The homotopy type of the cobordism category, Acta Math. 202 (2009), no. 2, 195–239.